# Суярганская культура
Суярганская культура так же Суяргановская культура - археологическая культура бронзового века на территории Хорезма. Появилась в начале второго тысячелетия до н. э.   и просуществовала примерно до 1000 года до н. э. Население Суяргановской культуры, также известной как Суярганская культура, в проживало в Приаралье, в районе реки Акча-Дарья (дельта Амударьи), на территории исторического Хорезма. Суярганской культуре предшествовала Кельтеминарская культура.

## Основные этапы
Исследователи выделяют три основных последовательных этапа:
- Посткельтиминарский-основной вид хозяйства- охота и рыболовство. Жилища преимущественно столбовой конструкции — наземные, овальной формы. Наконечники стрел, ножи, скребки из кремния и кварцита. Глиняная посуда с плоским дном, вылепленная из смеси глины и ракушек.[2] Население относится к финно-угорским племенам[источник?].
- Камышлинский-основа хозяйства - орошаемое земледелие. Камышлинский этап характеризуется переселением населения с юга , на территорию Туркменистана (анауская археологическая культура) и Иранского нагорья. [3][4]. Сосуществование с хуррито-миттанийскими племенами, пришедшими с Иранского нагорья.
- Каундинский-Основное занятие — скотоводство. Бронзовые серпы и ножи с лезвием. Керамика обжигалась и тщательно покрывалась рельефным орнаментом. Характеризуется большими жилищами размером 250×150 м (Каунда-1). Инструменты изготавливались из камня и бронзы. Жилища — прямоугольные хижины. Инструменты изготавливались из камня и бронзы. Жилища — прямоугольные хижины. Население этого этапа сосуществовало с населением тазабагъябской культуры.